# Gotha Go 244
Die Gotha Go 244 war eine direkte Weiterentwicklung des Lastenseglers Gotha Go 242 der Gothaer Waggonfabrik.
Die größte Änderung betraf den Einbau zweier Motoren an den Leitwerksträgern, womit aus dem Lastensegler ein Transportflugzeug wurde. Der sonstige Aufbau entsprach dem der Gotha Go 242 A und B. Allerdings konnte mit den eingesetzten 740 PS leistenden französischen Gnôme-Rhône-Sternmotoren bei voller Zuladung und Ausfall eines Triebwerks, die Flughöhe nur unterhalb von 2500 m mit voll ausgefahrenen Landeklappen gehalten werden.

## Konstruktion
Die Gotha Go 244 war ein abgestrebter Schulterdecker mit trapezförmigen Tragflächen, zwei Stabrümpfen und einem Rumpf mit quadratischem Querschnitt.
Der Rumpf bestand aus Stahlrohr und war stoffbespannt. Die Stabrümpfe waren als Holzschalen ausgeführt.
Die Variante Go 244 C-1 besaß einen schwimmerartigen Unterbau zur Wasserung und konnte für den Transport von Sturmbooten eingesetzt werden.

## Produktion
Die ersten Go 244 wurden als Umbauten erstellt und im März 1942 ausgeliefert. Als Lizenznehmer war die Maschinenfabrik Niedersachsen Hannover (MNH) in die Produktion eingeschaltet. Die ersten Neubauten wurden im Oktober 1942 fertiggestellt. Nachdem sich herausgestellt hatte, dass das Flugzeug unbrauchbar war, wurde die Produktion im Dezember 1942 eingestellt und die Go 244 wieder in Lastensegler Go 242 zurückgerüstet.
Beide Typen wurden auch bei Nord in Frankreich hergestellt.
Bauzahlen der Go 244 bis 30. November 1944:
| Version    | GWF | MNH | SUMME |
| ---------- | --- | --- | ----- |
| B-1 Umbau  | 124 | 52  | 176   |
| C-1 Umbau  | 16  |     | 16    |
| C-1 Neubau | 41  |     | 41    |
| SUMME      | 181 | 52  | 233   |

## Technische Daten

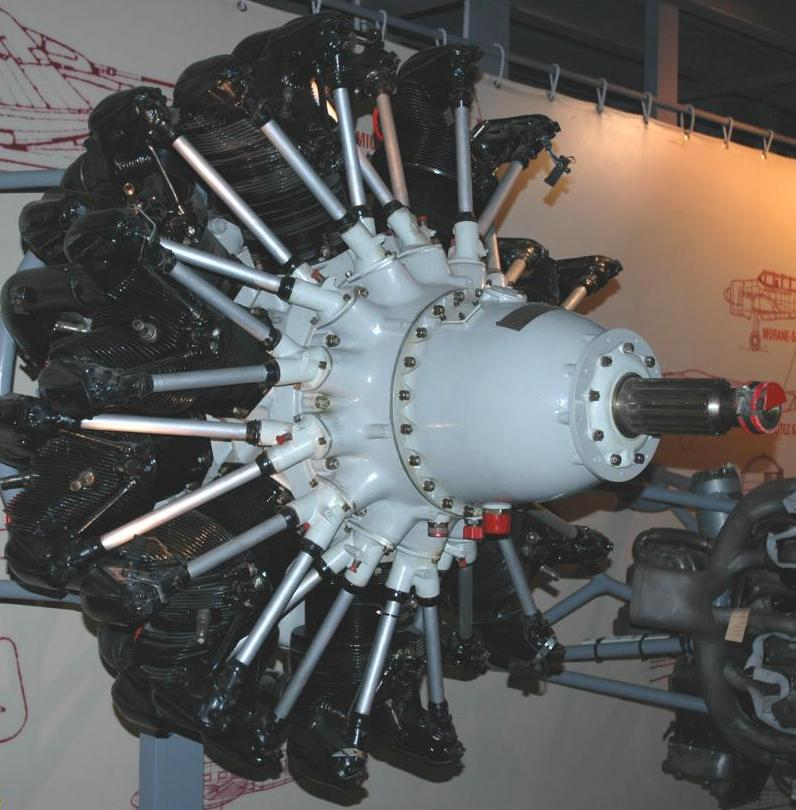
Gnome-Rhone M5

| Kenngröße             | Daten Go 244 B |
| --------------------- | -------------- |
| Spannweite            | 24,5 m         |
| Länge                 | 15,8 m         |
| Höhe                  | 4,7 m          |
| Leermasse             | 5100 kg        |
| max. Startmasse       | 7800 kg        |
| Höchstgeschwindigkeit | 270 km/h       |
| Dienstgipfelhöhe      | 7600 m         |
| Reichweite            | 400 bis 700 km |

## Weiterentwicklungen
Nach dem Krieg wurde in Frankreich die nach dem gleichen Konstruktionsprinzip aufgebaute Nord Noratlas hergestellt, wobei auf die Erfahrungen mit der Produktion der Go 244 bei Nord zurückgegriffen wurde.